# Vicente Dupuy
Vicente Dupuy (Buenos Aires, 1774 - Buenos Aires, 1843) fue un militar y político argentino, que participó en la Guerra de Independencia de la Argentina y colaboró con el general José de San Martín como gobernador de la provincia de San Luis.

## Inicios
Durante su juventud se dedicó al comercio. En junio de 1806 se unió a las fuerzas que reunía Martín de Álzaga para rechazar las invasiones inglesas, incorporándose después al Regimiento de Arribeños.
En 1810 participó en la Revolución de Mayo como miembro de los chisperos dirigidos por Domingo French y Antonio Luis Beruti. Asistió al Cabildo Abierto del 22 de mayo, pronunciándose por la formación de una Junta de Gobierno. Fue enrolado como capitán del Regimiento América, formado de "chisperos".
Participó en el Sitio de Montevideo, desde su inicio en 1811 hasta la caída de la ciudad en 1814.

## Teniente gobernador de San Luis
Poco después, a pedido de Nicolás Rodríguez Peña, fue nombrado teniente gobernador de la actual provincia de San Luis. Al año siguiente hizo abortar un intento de reemplazarlo, dirigido por futuros dirigentes federales del cabildo de la ciudad. A principios de 1816, este grupo también fracasó en elegir libremente al diputado al Congreso de Tucumán; el porteño Dupuy hizo elegir diputado por San Luis al también porteño Juan Martín de Pueyrredón. Desde entonces, los federales de San Luis lo consideraron una especie de dictador.
Apoyó todo lo que pudo al gobernador de Cuyo, general San Martín, y le envió refuerzos para su Ejército de los Andes. Buena parte de la caballería del mismo eran gauchos enviados por Dupuy desde San Luis.
Entre sus escasas medidas de gobierno local que merecieron el recuerdo de los puntanos estuvo un significativo aumento de la provisión de agua a la ciudad capital. También construyó una escuela y algunos fortines defensivos.
Alojó en San Luis a los prisioneros realistas tomados en las batallas de Chacabuco y Maipú, 
En la noche del 7 de febrero de 1819, jugando los oficiales españoles de la campaña de Chile prisioneros en San Luis (actual Argentina) con Vicente Dupuy, teniente gobernador, y habiendo perdido éste algún dinero, echó en seguida mano del que tenía delante de sí el coronel Rivero, quien reprendió agriamente el hecho, y a pesar de las instancias de los concurrentes dio un bofetón a Dupuy, cuyos amigos, lo mismo que algunos españoles echaron mano de las armas que había en la habitación. El tumulto que resultó de aquí alarmó la guardia, y los prisioneros españoles, temiendo las consecuencias de este lance, entregaron las que habían tomado, y pidieron perdón a Dupuy, que les fue concedido, y les empeñó su palabra de honor, que si lo dejaban salir calmaría la efervescencia de la guardia y del populacho.
Salió en efecto, mas en vez de apaciguar los espíritus difundió la alarma, y excitó al pueblo a vengar los insultos que había recibido de los godos, nombre con que se llamaba peyorativamente a los realistas. Dupuy entonces volvió a entrar en la habitación con algunos soldados y gente armada, y el brigadier José Ordóñez, el coronel Morgado y seis oficiales más fueron asesinados. El coronel Primo de Rivera, viendo la inevitable suerte que le esperaba, se tiró un pistoletazo y se mató. Todos los españoles, o sea, ciudadanos leales a España, que se encontraron por las calles fueron pasados a cuchillo, y muchos fueron también muertos en sus casas: han sido cincuenta los asesinatos cometidos en este fatal día, y de los oficiales realistas retenidos en San Luis sólo dos se libraron de la muerte.
Fue depuesto por una revolución federal en 1820 y reemplazado por el federal José Santos Ortiz, quien gobernaría por casi una década.

## En el Perú y últimos años
Vuelto a Buenos Aires, fue deportado a La Rioja, de donde pasó al Perú a acompañar a San Martín. A órdenes de Rudecindo Alvarado hizo la desastrosa campaña de Puertos Intermedios —del sur del Perú— y se destacó en el sitio y asalto del Callao. San Martín lo nombró gobernador de Lima, cargo que ocupó hasta la llegada del nuevo libertador, Simón Bolívar.
Regresó a Buenos Aires y ejerció como inspector general de Armas bajo los gobiernos de Las Heras, Rivadavia y Dorrego. En sus últimos años se dedicó nuevamente al comercio, alejado de las disensiones internas.
Falleció en Buenos Aires en el año 1843. El Departamento Gobernador Dupuy, el más extenso de la Provincia de San Luis, recuerda a este gobernador de la época de la Independencia.